# Biemna seychellensis
Biemna seychellensis är en svampdjursart som beskrevs av Thomas 1973. Biemna seychellensis ingår i släktet Biemna och familjen Desmacellidae. Inga underarter finns listade i Catalogue of Life.